# NATURAL VIBES
NATURAL VIBES（ナチュラル・ヴァイブス）は、日本のプロレス団体DRAGON GATEのユニットである。

## 概要
2018年2月7日、後楽園大会でKzyが望月成晃の持つドリームゲート王座に挑戦も激闘の末、敗戦。試合後、現世代との闘いを求めKzyは当時所属していたTRIBE VANGUARDを離脱した。その直後、当時再三に渡りKzyを勧誘していたANTIASがまたしてもKzyを勧誘、一度は加入する素振りを見せたがこれを拒否、アンチアスに暴行を受けているところを横須賀ススム・堀口元気が救出、Kzyのバックアップを表明。これを受け次回後楽園大会でアンチアスとの6人タッグ戦が決定。
3月6日、後楽園大会でアンチアスとの6人タッグ戦を行うが、敗北。試合後、アンチアスになおも攻撃を受けているところをパンチ富永が救出、さらにKzyが"アンチアスに恨みを持ってるヤツ"として"brother"YASSHIを呼び込む。自身の知らない間にVerserKからアンチアスに変わったことに怒りを露わにしたYASSHIはKzy軍と結託、これを受け次回後楽園大会での大江戸式イリミネーションマッチが決定した。
4月6日、後楽園大会でアンチアスとの大江戸式イリミネーションマッチを行い、これに勝利。試合後、Kzyがユニット結成を提案し、堀口・ススムはKzyがユニットリーダーとなることを条件に承諾、そしてパンチも新ユニットへ加入、YASSHIは他団体(ダブプロレス)所属であることと自らの"裏切り癖"を理由に加入を渋るが、Kzyの押しに負けユニット加入に応じ、5人体制でのスタートが決定した。また、この時Kzy・ススム・堀口のトリオでMaxiMuM（土井成樹・吉野正人・ジェイソン・リー）の保持するオープン・ザ・トライアングルゲート王座への挑戦を表明、王者組もこれに応じ5月6日・愛知県体育館大会での王座挑戦が決定。
5月3日、京都大会でユニット名を「NATURAL VIBES」と発表。
5月5日、愛知県体育館大会でKzy・ススム・堀口がマキシマムに勝利しトライアングルゲート王座を奪取、メインイベントに行われた金網戦にパンチが出場し、エスケープに成功。トレードマークのパンチパーマを守り切った。
7月22日、神戸ワールド記念ホール大会でANTIASから勝利しトライアングルゲート王座防衛に成功。
2020年に三世代抗争が勃発すると、メンバーの所属世代が異なることからユニット活動の休止を発表。
その後抗争の終結に伴い、Kzy・ススム・堀口の3名で再結成を果たした。
2021年1月13日、後楽園大会でR・E・Dを破りトライアングルゲート王座を奪取。
1月17日、神戸大会での公開オーディションでU-T、亀井丈人が加入。

## メンバー
- Kzy（初代リーダー）
- BIGBOSS清水
- U-T
- ストロングマシーン・J（2代目リーダー）
- フラミータ

## 元メンバー
- "brother"YASSHI（結成〜2019年12月18日）
- パンチ富永（結成〜2019年12月18日）
- 望月ススム（結成～2022年5月5日）
- 堀口元気（結成～2022年5月5日）
- ジェイソン・リー（2022年4月25日〜2024年3月30日）
- JACKY"FUNKY"KANEI（2021年1月17日〜2024年5月5日）

## 特色
- DoFIXER以来にメンバーによる入場ダンスを復活させた。（B×Bハルクはユニットではなく個人で行っていた） またダンスの合間にはKzyによる生ラップが歌われる。
- 入場ダンスは1日に１回しか行われない（原則的によりメインに近い試合だが必ずしもその限りではない）ため、ユニットによるタッグ戦でも場合によっては個人の入場曲で入場している。逆に個人の試合でも入場ダンスを行う場合がある。
- 基本ポジションは前例中央にKzy、Kzyから見て右隣にパンチ富永、左隣に堀口元気、後列右が横須賀ススム、左が"brother"YASSHIである。YASSHIが不在の場合はパンチが後列に下がる。

## タイトル歴
- オープン・ザ・ブレイブゲート王座

第37代：横須賀ススム
（2019年3月21日獲得、2019年11月4日陥落/防衛4回）
第40代：堀口元気
（2021年7月31日獲得、2021年8月1日陥落/防衛0回）
第47代：ジェイソン・リー
（2023年3月4日獲得、2023年7月2日陥落/防衛2回）
第54代：U-T
（2025年5月5日獲得、2025年7月13日陥落/防衛1回）
- オープン・ザ・ツインゲート王座

第53代：横須賀ススム&KING清水
（2021年7月31日獲得、2021年11月27日陥落/防衛3回）
第58代：JACKY"FUNKY"KAMEI&ジェイソン・リー
（2022年7月30日獲得、2022年9月19日陥落/防衛0回）
第61代：Kzy&BIGBOSS清水
（2022年12月4日獲得、2023年4月4日陥落/防衛6回）
第67代：Kzy&フラミータ
（2024年11月3日獲得、2024年12月15日陥落/防衛0回）
- オープン・ザ・トライアングルゲート王座

第63代：Kzy&横須賀ススム&堀口元気
（2018年5月6日獲得、2018年12月23日陥落/防衛6回）
第71代：Kzy&横須賀ススム&堀口元気
（2021年1月13日獲得、2021年5月5日陥落/防衛1回）
第76代：Kzy&U-T&JACKY"FUNKY"KAMEI
（2022年2月20日獲得、2022年3月5日陥落/防衛0回）
第85代：Kzy&BIGBOSS清水&JACKY"FUNKY"KAMEI
（2023年5月20日獲得、2023年7月2日陥落/防衛0回）
第90代：ストロングマシーン・J&BIGBOSS清水&U-T
（2024年5月9日獲得、2024年12月10日返上/防衛6回）
- 御万人王座「双琉王」

第4代：Kzy&U-T
（2022年3月4日獲得、2023年3月2日返上/防衛5回）
- GHCジュニアヘビー級タッグ王座

第54代：Kzy&YO-HEY
（2022年12月23日獲得、2023年1月1日陥落/防衛0回）
- KING OF GATE優勝

Kzy（2021年）